# Anopheles bradleyi
Anopheles bradleyi är en tvåvingeart som beskrevs av King 1939. Anopheles bradleyi ingår i släktet Anopheles och familjen stickmyggor. Inga underarter finns listade i Catalogue of Life.